# PEOPLExpress
PEOPLExpress (code AITA : PE) fut une compagnie aérienne américaine qui opéra à partir de 1981 avant de faire faillite en 1987.
Ce fut l'une des toutes premières compagnies aériennes low-cost, elle se développa avec ce concept et l'espoir de révolutionner le transport aérien sur le continent américain.

## Historique
La compagnie fut fondée par Don Burr en 1981 qui quitta Texas International Airlines, une compagnie régionale alors dirigée par Frank Lorenzo. Dès le début, fut loué un espace dans le terminal Nord de l'Aéroport international Newark Liberty (New Jersey, É.-U.), alors vacant depuis plusieurs années. Le siège de la compagnie fut installé dans les étages supérieurs du terminal en vue de faire des économies d'argent. Don Burr réussit à convaincre nombre de ses anciens collègues de Texas International Airlines à joindre son entreprise naissante.
La nouvelle compagnie avait alors besoin d'appareils. C'est ainsi que furent achetés à Lufthansa, 17 Boeing 737-100 pour 4,1 millions de $ chacun. Ces appareils, mis en service en 1968 et 1969 faisaient partie du plan de restructuration de la flotte du transporteur allemand. Le prix payé pour ces avions comprenait la peinture des fuselages aux couleurs de PEOPLExpress et la conversion des cabines en haute-densité. Cependant, le contrat ne fut pas encore signé, Boeing et American Airlines ayant fait une proposition de reprise des anciens avions de la Lufthansa. Burr prit alors rendez-vous avec l'avionneur de Seattle et le menaça de n'acheter que des McDonnell Douglas DC-9 à l'avenir pour sa compagnie. Finalement Boeing retira son offre pour American Airlines et PEOPLExpress se vit remporter le contrat pour ses avions.
La compagnie reçut sa licence pour les vols intérieurs le 24 octobre 1980 tandis que le premier 737 fut reçu le 25 mars 1981 avant d'être immatriculé N407PE.
C'est le 30 avril 1981 que la compagnie fut officiellement lancée avec les liaisons intérieures entre Newark et les villes de Buffalo (New York), Columbus (Ohio) et Norfolk (Virginie). Après cette date, la réception des autres appareils se fit rapidement et la compagnie réussi un bon lancement. 
PEOPLExpress se développa rapidement, ouvrant des liaisons vers la Floride avant la fin de l'année. Le 26 mai 1983, une liaison transatlantique fut même inaugurée entre Newark et l'aéroport de Londres Gatwick avec un Boeing 747-227B (N602PE) loué qui appartenait auparavant à Braniff International et alors configuré en version 490 sièges. Le vol qui était alors facturé 149$ connut un large succès et fut très souvent complet. Cependant, une première classe fut instaurée dans les Boeing 747 de la compagnie et pour 349$, un client pouvait alors avoir le même service chez PEOPLExpress que chez ses concurrents pour ses vols transatlantiques. Un 747-143 et 2 747-243B furent achetés à Alitalia par la suite et furent placés sur les routes californiennes vers Oakland et Los Angeles. Ces vols coutaient respectivement 119 et 149$. Une liaison charter vers Tahiti fut également opérée, sur demande d'un voyagiste. En cette même année, furent achetés par la compagnie 50 Boeing 727 de 185 sièges à Delta Air Lines et Alitalia. La concurrence avec les autres compagnies américaines sur certaines routes commença alors à se faire sentir et quelques dissensions internes à l’entreprise apparurent. La compagnie passa de 250 employés et 3 avions en 1981 à 4000 employés et 71 appareils fin 1984.

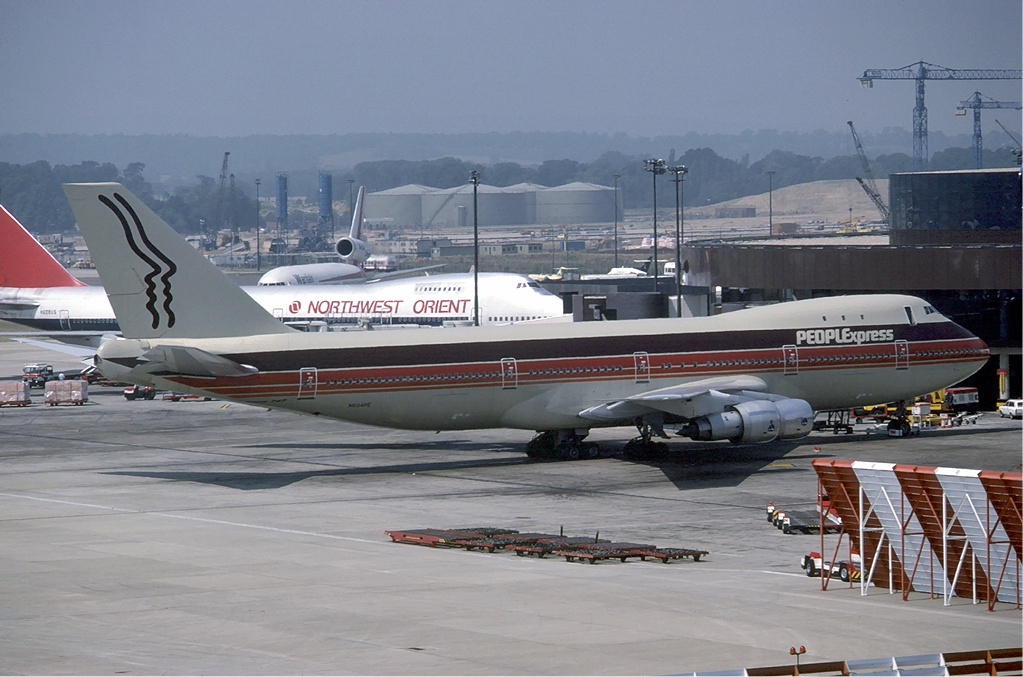
Un Boeing 747 de PEOPLExpress à l'aéroport de Londres Gatwick en 1983

À l'origine, le système de réservation opéré par PEOPLExpress était simple et économique : il suffisait au client d'appeler le service client afin de réserver directement son vol. Mais lorsque la compagnie grandit, ce système montra rapidement ses limites face à la forte demande. Chaque jour en 1984, près de 6000 clients ne purent réserver leurs billets du fait de la saturation du réseau.
En 1985, PEOPLExpress racheta Frontier Airlines, une compagnie basé à Denver (Colorado, É.-U.). Le groupe PEOPLExpress devint alors la cinquième plus grande compagnie américaine et ajouta de nouvelles destinations, comme par exemple, la liaison avec Bruxelles. Par la suite, PEOPLExpress fit également l'acquisition de Britt Airways et Provincetown-Boston Airlines, deux petites compagnies intérieures. Le terminal Nord de Newark fut alors largement saturé. PEOPLExpress obtint la construction d'un nouveau terminal au sein de l'aéroport. Avec ses 41 portes d'accès et ses propres services de douanes, le nouveau terminal de PEOPLExpress avait pour ambition d'être le plus grand terminal dédié à une seule compagnie aux États-Unis. Il était prévu qu'il ouvre dans l'année 1986, mais finalement il n'ouvrira pas avant 1988...
Toutes ces dépenses vont fragiliser le budget de la compagnie. De plus, le réseau de Frontier Airlines récupéré par PEOPLExpress fut alors très concurrencé par Continental Airlines et United Airlines. Les anciens clients de Frontier désapprouvèrent le système low-cost et un conflit social éclata parmi les employés. En 1986, la compagnie chercha alors un repreneur partiel ou complet. La vente de Frontier à United Airlines échoua, et PEOPLExpress fut alors obligée de se vendre elle-même à Texas Air Corp. PEOPLExpress cessa d'exister comme compagnie aérienne le 1er février 1987 quand ses routes furent reprises par Continental Airlines, une autre filiale de Texas Air Corp.

## La philosophie low-cost
Même si Burr s'est beaucoup inspiré de Southwest Airlines pour développer son modèle, lui et sa compagnie font partie des pionniers de l'usage du low-cost en aviation. Pour lui, il s'agissait simplement de transporter un passager d'un point à un autre dans un avion. Tout service ou extra supplémentaire est alors facturé au client le désirant (par exemple les boissons pendant le vol ou l'enregistrement des bagages). C’est ainsi que furent facturés 3$ chaque bagage et 50¢ la boisson. La suppression des repas chauds, permit aussi à la compagnie de gagner de la place dans ses avions, en enlevant la plupart des espaces réservés aux cuisines afin de les remplacer par des sièges pour les passagers. C'est ainsi que les 737-100 de PEOPLExpress purent se targuer d'avoir une capacité proche de 25 % en plus que lorsqu'ils appartenaient à la Lufthansa (avec 96 sièges). Les billets furent même vendus dans l'avion, afin de gagner du temps et de l'argent vis-à-vis des dépenses en personnel.